# 結城心一
結城 心一（ゆうき しんいち）は、日本の漫画家。男性。宮城県出身。宮城県多賀城高等学校卒業。漫画家の武梨えりは妹。

## 人物・作風等
スタジオDNA時代から一迅社で長く執筆しており、初期はゲームアンソロジーコミックへの執筆が多かった。オリジナル作品の代表作は「Comic零式」や「月刊コミック電撃大王」で連載された『ももえサイズ』。
可愛らしい絵柄に相反してマニアックなパロディギャグ、毒の強いブラックなギャグ、シュールな不条理ギャグなどを多用するため、近年は『かんぱち』『ゆりぱち』など、一迅社のヒット作のスピンオフギャグ作品を描くことも多い。
かつては『月刊OUT』（みのり書房）の投稿者（いわゆるアウシタン）だった。当時のペンネームは「銅鑼ぼの」。『死神の家』という同人サークルを主宰しているが、個人での同人活動は行っておらず、ゲストでの執筆が中心となっている。

## 作品リスト

### 連載中
- ダンジョン島で宿屋をやろう!　創造魔法を貰った俺の細腕繁盛記（月刊ComicREX（一迅社）、原作：長野文三郎)

### 連載終了
- なまってないよ伊達巻ちゃん（月刊ComicREX（一迅社）、短期集中連載）
- ゆりぱち（月刊ComicREX（一迅社）、原作：なもり、武梨えり、短期集中連載）

### 単行本
- かんぱち（月刊ComicREX（一迅社）、原作：武梨えり、全10巻）
- ちろちゃん（まんが4コマKINGSぱれっと（一迅社）、全5巻）
  - 「まとちゃん」の続編にあたる作品。
- ひめなカメナ（Comic REX（一迅社）、全4巻）
- 宇宙スレイヴ後藤田リサコ（Comic REX（一迅社）、単巻）
- まとちゃん（週刊わたしのおにいちゃん、コミックZERO-SUM増刊WARD（一迅社）、単巻）
  - 虫を基調としブラックなジョークも含んだ、ギャグ4コマ漫画。虫好きの小学3年生（初登場時）の主人公・高原馬頭子の虫な日常を描いている。
- ももえサイズ（シュベール出版、全2巻）
  - ももえサイズ完全版（スタジオDNA、全2巻）
  - 電撃ももえサイズ（月刊コミック電撃大王（メディアワークス）、単巻）
  - ももえサイズ リサイズ全部入り（一迅社、単巻）
- 政宗くんのリ○○○(リなんとか)（月刊ComicREX（一迅社）、原作：竹岡葉月）、単巻）
- あまえてキビシ（まんが4コマぱれっと（一迅社）、全2巻）
- まじかる☆コミックHeart（DNAメディアコミックス（スタジオDNA））
  - うたわれ痕コミックHeart（DNAメディアコミックス（スタジオDNA））
  - 天使のこみっくHeart（DNAメディアコミックス（一迅社））
  - Heart2こみっくHeart（DNAメディアコミックス（一迅社））
    - 同社から出版されたLeaf/AQUAPLUS系作品のアンソロジーコミックに掲載された作品をまとめ、書き下ろしを加えたもの。
    - 本のタイトルは、収録作品の元ネタのタイトルを組み合わせている。

他にもスーパーロボット大戦シリーズなど、多くのゲームアンソロジー（スタジオDNAなど）に参加している。